# Svealand
Svealand (em sueco: Svealand;  PRONÚNCIA), Svealândia, Svealanda, Suealândia ou Suealanda é uma das três grandes regiões históricas (landsdelar) em que se divide tradicionalmente a Suécia   - a Norrland, a Svealand e a Götaland. 
Situada no centro-sul da Suécia, entre a Norrland e a Götaland, abrange cerca de 20% da área do país e tem uma população de 4 303 244 habitantes (2022).
Compreende seis províncias históricas: Dalarna, Närke, Södermanland, Uppland, Värmland e Västmanland.
| Dalarna      |
| Närke        |
| Södermanland |
| Uppland      |
| Västmanland  |
| Värmland     |

Está limitada a norte pela região histórica da Norlândia, através de uma linha topográfica separando um lado norte mais montanhoso e acidentado de um lado sul mais plano e ondulado.
E está limitada a sul pela região histórica da Gotalândia, através das barreiras naturais impostas pelas florestas de Tiveden, Tylöskog e Kolmården. 
Não tem função administrativa ou política, mas aparece na elaboração de estatísticas e nos boletins metereólogos da televisão e rádio.

## Etimologia e uso
O nome geográfico Svealand deriva das palavras nórdicas Svear (povo da região central da Suécia) e land (terras, no plural), significando ”Terras dos Sveas”.
                                                                                                O termo foi criado por analogia com Götaland – ”Terras dos Götas”, e aparece pela primeira vez em 1442 na Lei Nacional de Cristóvão na expressão "swea och gotha landh" (Terras dos Götas e Sveas), designando a então chamada Nordanskog (as terras a norte das florestas de Tiveden e de Kolmården).

Em épocas mais antigas, há algumas referências vagas e imprecisas aos lendários Sveas e aos seus territórios algures em redor do Lago Mälaren.                                                                                                                        Os historiadores francos Eginhardo (séculos VII-VIII) e Rimberto de Hamburgo (século IX),  e mais tarde o alemão Adão de Bremen (século XI), assim como o norueguês Ótaro de Halogalândia (século IX) referiram os Sveas e os seus territórios, sem nunca definirem claramente os seus conceitos e as suas localizações.

Em textos em português costuma ser usada a forma original Svealand. 
| “ | Sua divisão político-administrativa é dividida em três partes, Götaland ao Sul onde está localizada a cidade de Gotemburgo; Svealand na parte Central onde localiza a cidade de Estocolmo e por fim ao Norte Norrland. | ” |
|   | — Eduardo Francisco dos Santos Gnisci, A implementação do sistema de informação de custos do setor público: o caso do governo federal.                                                                                 |   |

## Maiores cidades
As maiores cidades da Svealand são Estocolmo, Uppsala e Västerås.

| Nr | Nome       | Província histórica |
| -- | ---------- | ------------------- |
| 1  | Estocolmo  | Uppland             |
| 2  | Uppsala    | Uppland             |
| 3  | Västerås   | Västmanland         |
| 4  | Örebro     | Närke               |
| 5  | Södertälje | Södermanland        |
| 6  | Solna      | Uppland             |
| 7  | Eskilstuna | Södermanland        |
| 8  | Karlstad   | Värmland            |
| 9  | Borlänge   | Dalarna             |
| 10 | Falun      | Dalarna             |

## Património histórico, cultural e turístico
- Catedral de Uppsala
- Mina de cobre de Falun
- Casa de Selma Lagerlöf em Mårbacka
- Castelo de Örebro
- Castelo de Gripsholm
- Cemitério do Bosque
- Palácio de Tullgarn
- Catedral de Strängnäs
- Palácio Real de Estocolmo
- Catedral de Estocolmo
- Igreja de Riddarholmen
- Castelo de Uppsala
- Gamla Uppsala
- Cidade viquingue de Birka
- Castelo de Skokloster
- Mina de prata de Sala
- Palácio Real de Drottningholm
- Forjas de Engelsberg